# Säken Bibossynow
Säken Ismadijaruly Bibossynow (kasachisch Сәкен Исмадиярұлы Бибосынов; russisch Сакен Исмадиярович Бибосынов / Saken Ismadijarowitsch Bibossinow; englisch Saken Bibossinov; * 3. Juli 1997 in Türkistan) ist ein kasachischer Boxer.

## Erfolge im Boxsport
Er gewann 2016 eine Bronzemedaille im Halbfliegengewicht bei den Asien-Studentenmeisterschaften in Duschanbe. Sein nächster großer Erfolg war der Gewinn einer Bronzemedaille im Fliegengewicht bei den Weltmeisterschaften 2019 in Jekaterinburg, nachdem er erst im Halbfinale mit 2:3 gegen Amit Panghal ausgeschieden war.
Im März 2020 nahm er an der asiatisch-ozeanischen Olympiaqualifikation in Amman teil und besiegte Assat Usenalijew, ehe er im Viertelfinale gegen Hu Jianguan unterlag, jedoch in den Box-offs Carlo Paalam besiegte und sich so einen Startplatz bei den 2021 in Tokio ausgetragenen Olympischen Spielen sicherte.
Im Mai 2021 gewann er noch eine Bronzemedaille im Fliegengewicht bei den Asienmeisterschaften in Dubai, nachdem er im Halbfinale erneut gegen Amit Panghal verloren hatte.
Bei den Olympischen Spielen besiegte er Yankiel Rivera, Billal Bennama und Gabriel Escobar, ehe er im Halbfinale mit 2:3 gegen Galal Yafai ausschied und eine Bronzemedaille gewann.
Im November 2021 gewann er die Weltmeisterschaften in Belgrad. Er besiegte dabei unter anderem Hasanboy Doʻsmatov, Yuberjen Martínez und Roscoe Hill. Bei der Asienmeisterschaft 2022 in Amman verlor er im Finalkampf gegen Doʻsmatov und gewann Silber.
Bei den Olympischen Sommerspielen 2024 in Paris unterlag er im Viertelfinale mit 2:3 gegen Hasanboy Doʻsmatov.